# Politička geografija
Politička geografija je znanstveno proučavanje odnosa snaga u prostoru i prostornih implikacija na njih. Većina informacija o toj temi trenutačno se nalazi pod pojmom geopolitika.
Karte su uvijek instrumenti osvajanja; jednom stvorene, onda se provode. Geografija je dakle umjetnost ratovanja. (Politika izvlaštenja, Edward W. Said, 1995.)
Proučavanja u političkoj geografiji na međunarodnoj razini usredotočila su se organizacijom svijeta u države; njihovim većim političkim grupiranjem u regionalne saveze na jednoj razini i njihovom subordiniranom podjelom na političko-administrativne jedinice na drugoj razini; funkcijama, omeđivanjem i razgraničenjem granica; odabirom mjesta glavnog grada; odnosom jezgrenih i periferijskih područja; metropolitanskim silama i kolonijama; temeljima političke sile u terminima stanovništva, proizvodnje, organizacije i politike; odnosima među državama uključujući međunarodnu trgovinu i pomoć; međunarodnim organizacijama; te teritorijalnim vodama, pomorskim granicama i pomorskim zakonom. Na međunarodnoj razini proučavanja su se usredotočila na regionalizam uključujući separatističke pokrete i njihove baze, a sve više i na prostornu analizu glasačkih obrazaca koji utječu na regionalne interese. Na metropolitanskoj razini proučavanja su se posvetila političkoj defragmentaciji metropolitanskih područja u stotine ili čak tisuće odvojenih političkih tijela i uzdizanju novih organizacijskih oblika širokih metropolitanskih tijela zajedno s poreznim silama poput vodenih okruga, prometne uprave i udruženja dobrovoljnog planiranja.

### Povijest
Krajem 19. stoljeća politička geografija je bila blisko srodna geopolitici.

## Poveznice
- Humanistička geografija
- Popis geografskih tema
- Popis država
- Geografske referentne tablice